# Герминии
Герминии (лат. Herminii) — древнеримский патрицианский род этрусского происхождения. Деятельность представителей рода относится к эпохе римских царей и временам ранней республики. Один из представителей Герминиев упоминается в качестве важного участника борьбы республики против последнего царя Тарквиния Гордого.

## Родовые имена и происхождение рода
Среди Герминиев использовались имена Тит (лат. Titus), Спурий (лат. Spurius), Ларс (лат. Lars). Эти имена имели этрусское происхождение, но если первые два активно использовались и в римском обществе, то имя Ларс использовалось только среди этрусков. Это указывает на возможное этрусское происхождение рода Герминиев.

## Ветви рода
В роду Герминиев известна фамилия Аквилин (от лат. Aquilinus — орлиный).

## Представители рода
- Тит Герминий Аквилин — консул 506 до н. э. (вместе с Спурием Ларцием Флавом)[2]. Согласно Дионисию Галикарнасскому, был одним из предводителей войска Тарквиния Гордого в его походе против ардеатов, будучи оставлен царем своим заместителем (вместе с Марком Горацием) после начала восстания в Риме, получив известия от восставших, отказался пустить царя Тарквиния обратно в военный лагерь, заключил перемирие с ардеатами и отвел войско в Рим[3]. Один из героев обороны Свайного моста (вместе с Спурием Ларцием Флавом и Публием Горацием Коклесом) во время войны с царем Клузия Ларсом Порсенной[4]. Был послом, отправленным за хлебом в Помптинскую равнину во время осады Рима[5]. После войны с Порсеной был избран консулом. Погиб в 499 до н. э. во время Первой Латинской войны в битве у Регильского озера после того, как убил неприятельского полководца Мамилия[6][7].
- Спурий Герминий Коритинезан Аквилин (у Дионисия его имя приводится как Ларс[8], у Диодора — Лариний[9]) — консул 448 года до н. э. (вместе с Титом Виргинием Трикостом Целиомонтаном)[10].